# Pure Gold
"Pure Gold" ("Oro Puro") es un álbum compilado del artista norteamericano Elvis Presley, editado por RCA el 28 de febrero de 1975. El álbum contenía temas provenientes de los inicios musicales de Elvis en la década de los 50s como de sus interpretaciones contemporáneas de ese entonces previas a 1973. No obstante que el trabajo no ingresó a las listas de Billboard, debido a que el álbum se vendió en un formato más económico, el éxito comercial que tuvo a nivel ventas fue significativo, llegando incluso a lograr mayores ventas que otros de sus álbumes más actuales, y fue premiado como doble disco de platino por la RIAA.

## Antecedentes y edición
La compañía RCA había conseguido para 1973 llegar a un acuerdo con los derechos de los temas grabados por Elvis y adquirir la totalidad de su catálogo, lo cual significaba que la compañía dispondría del derecho de editar todos esos temas de la mejor manera que considerase conveniente. Para 1975 con varios álbumes ya lanzados al mercado bajo esta nueva política, el mánager de Elvis, el coronel Tom Parker, comprobó que lo que inicialmente parecía haber sido un buen negocio, en realidad terminaría produciendo desavenencias comerciales, ya que esos nuevos compilados editados por RCA terminaban compitiendo comercialmente con los nuevos álbumes grabados por el mismo Elvis, e incluso vendiendo mucho más y a menor precio.
El hecho de que el álbum no fue puesto en el marcado a precio completo o full price, sino a un monto más reducido, motivó que no pudiese ingresar formalmente a las listas de éxitos y competir allí con otros trabajos actuales..
Una muestra de ello es el hecho de que algunos de los long plays editados en ese mismo período de tiempo como Promise Land o Elvis Today, alcanzaron cifras de ventas de entre 300.000 y 400.000 copias mientras que Pure Gold lograría más de 2.5 millones de copias vendidas en Estados Unidos.

## Arte de portada
El arte de portada de Pure Gold mostraba los momentos culminantes del concierto Aloha from Hawaii donde Elvis con micrófono en mano ya se encuentra ataviado con la capa decorada en gemas, formando un dibujo del águila norteamericana,dispuesto a cerrar el show de esa presentación con el clásico Can't Help Falling In Love.

## Temas
- Fever
- Loving You
- All Shook Up
- Kentucky Rain
- I Got A Woman
- In The Ghetto
- Jailhouse Rock
- Don't Be Cruel
- Love Me Tender
- It's Impossible (en vivo) [2]

## Críticas
La audiencia de AllMusic calificó al álbum con 4 estrellas de un total de 5 